# Salomé (film 1978)
Salomé è un cortometraggio drammatico diretto da Pedro Almodóvar, basato sull'omonima opera teatrale di Oscar Wilde.